# Hure (Ciron)
Die Hure ist ein rund 33 Kilometer langer linker Nebenfluss des Ciron in den französischen Départements Landes und Gironde in der Region Nouvelle-Aquitaine. Sie entwässert ein Gebiet von etwa 193 km² und durchfließt, bis auf den letzten Abschnitt in der Gemeinde Noaillan, auf ihrem gesamten Flusslauf den Regionalen Naturpark Landes de Gascogne.

## Verlauf
Die Hure entspringt auf 83 m im Gemeindegebiet von Callen im Norden des Départements Landes. Nach kurzem Lauf nach Südosten wendet sie sich gegen Nordwesten und übertritt kurz darauf die Grenze zum Département Gironde bei der Gemeinde Bourideys. Sie erreicht Saint-Symphorien, wo sie sich gegen Nordosten wendet und kurz darauf den Dorfkern durchfließt, ehe sie das Dorf Saint-Léger-de-Balson im Norden passiert.
Sie nimmt von links den Blanc auf, bevor sie gleich nach der Überquerung der Gemeindegrenze zu Balizac zum Étang de la Ferrière gestaut wird. Nach verlassen des Étangs nimmt sie von links mit der Nère ihren wichtigsten Zufluss auf. Direkt danach nimmt sie von rechts den Calot auf und tangiert den Ortsteil La Fournière der Gemeinde Noaillan im Norden. Es mündet nun von links der Chicoy Jeannot, ehe sie schließlich von links und Südsüdwesten auf 19 m nordwestlich des Dorfes Noaillan in den Ciron mündet.